# Агатту
Агатту́ (англ. Agattu Island, алеут. Angatux̂, Аҥатуҳ) — крупный остров группы Ближних островов, которые входят в состав архипелага Алеутских островов. В административном отношении, как и все Алеутские острова, входит в состав штата Аляска, США. Постоянное население отсутствует.

## География

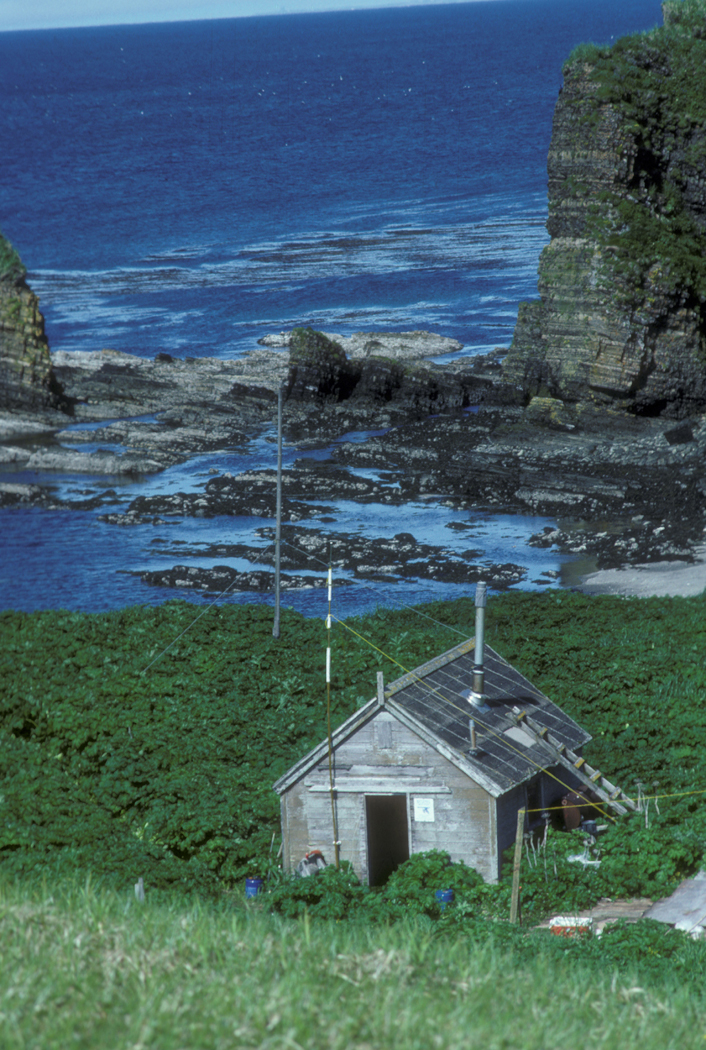
Хижина на острове (1988 год)

Кратчайшее расстояние от острова до Камчатки (мыс Африка) — 773 км, до материковой части Аляски — 1525 км. Размеры острова примерно 31 км в длину и 18 км в ширину; площадь составляет 221,593 км².
Агатту имеет вулканическое происхождение. Максимальная высота — 632 м над уровнем моря. На острове произрастают травы, мхи и лишайники. На Агатту имеется 7 больших колоний морских птиц общая популяция которых насчитывает около 66 000 особей. На острове гнездится около 1 % от всей мировой популяции краснолицего баклана и топорка. Другие виды птиц, обитающие здесь, включают берингийского песочника, круглоносого плавунчика, американского вьюрка и пуночку. На острове была восстановлена популяция средней канадской казарки (подвид малой канадской казарки), после того, как на Агатту были уничтожены все лисы. Уничтожение лис сделало возможным также и восстановление популяции белых куропаток. В 2006 году сообщалось о наличии как минимум 25 гнездящихся пар белых куропаток на острове.

## История
Данные археологических раскопок позволяют доказать присутствие на острове алеутского населения ещё начиная примерно с 760 года до н. э. Специалисты подсчитали, что одновременное население Агатту до контакта с русскими могло достигать 500—1000 человек. Обнаружен русским мореплавателем Алексеем Чириковым 21 сентября 1741 года. Первый контакт алеутов острова с русскими промышленниками состоялся в 1751 году, после чего численность местного населения сильно сократилась.
Остров описан под названием Анатта в составе Ближних Алеутских островов у Г.И. Шелихова в его «Путешествии г. Шелехова с 1783 по 1790 год из Охотска по Восточному Океану к Американским берегам...»:

Сии острова лежат почти в 300 верстах от Медного острова и простираются от Востока к Югу. Аттак есть ближайший. Он кажется обширнее Берингова острова, и лежит от Запада к Юговостоку; в 20 верстах от оного к Востоку находится Самия, не подалеку же от Восточного краю лежит еще другой небольшой остров. В Южной стороне от морского прилива, отделяющего оба сии острова, находится Анатта почти в том же самом положении, и в длину имеет не более 25 верст. Все сии острова лежат между 54 и 55 градусом Северной широты. Жители сих островов по большой части питаются сушеною рыбою и другими морскими зверями.

Уже к 1760-м годам всё население Ближних островов проживало в одной-единственной деревне на острове Атту.

## Петроглифы
В 1999 году биологи Национальной службы морского рыболовства США (NMFS) обнаружили наскальные изображения на мысе Гиллон острова Агатту. Изображения, выгравированные на базальтовых плитах вдоль берега, напоминают прямоугольники, овалы, дуги, женские гениталии и антропоморфную фигуру. В июле 2002 года биологи NMFS сфотографировали эти изображения. Это открытие представляет собой первую зарегистрированную находку наскального искусства in situ (на месте первоначального создания) на Алеутских островах Аляски.